# Marco Marcato
Marco Marcato (San Donà di Piave, 11 febbraio 1984) è un dirigente sportivo ed ex ciclista su strada italiano. Professionista dal 2005 al 2021, ha vinto la Parigi-Tours 2012. Dal 2022 è direttore sportivo dell'UAE Team Emirates.

## Carriera
Passa professionista nel 2005 con il Team Androni Giocattoli-3C Casalinghi Jet, e veste poi, nel 2007, la divisa del Team LPR, sempre sotto la direzione di Davide Boifava: in questo triennio ottiene tre vittorie in tre tappe rispettivamente al Giro di Slovenia nel 2005, alla Vuelta a Chihuahua in Messico nel 2006 e al Tour of Ireland nel 2007. È inoltre secondo al Grand Prix Pino Cerami e al Giro di Romagna nel 2007.
Nel 2008 si accasa alla Cycle Collstrop; l'anno dopo, insieme a diversi compagni di squadra e al manager Hilaire Van Der Schueren, passa invece tra le file del team olandese Vacansoleil. Dal 2009 in poi ottiene altre due vittorie, al Tour de Vendée 2011 e in una tappa dell'Étoile de Bessèges 2012. Mette a referto anche numerosi piazzamenti in corse di un giorno e nelle frazioni di corse a tappe: secondo al Tour de Wallonie, alla Druivenkoers, al Giro di Toscana e alla Coppa Sabatini nel 2010, secondo all'Étoile de Bessèges, al Grand Prix Pino Cerami e alla Parigi-Tours nel 2011, nonché terzo nella tappa di Caravaca de la Cruz alla Vuelta a España 2009 e in quelle di Sierre e Wettingen durante il Tour de Suisse 2010, e combattivo di giornata nella decima frazione al Tour de France 2011.
Dopo il secondo posto del 2011, nel 2012 vince la Parigi-Tours precedendo in volata ristretta De Vreese e Niki Terpstra. La vittoria ottenuta ad una media di 48,629 km/h per un percorso di 235,5 km gli vale anche la "conquista" del nastro giallo, un riconoscimento ideato per premiare il corridore che ha ottenuto la vittoria alla media più alta in una gara in linea superiore ai duecento chilometri.
Nel 2014, con la dismissione del team Vacansoleil, approda alla Cannondale capitanata da Peter Sagan. Nel 2015 passa quindi alla Wanty-Groupe Gobert, formazione Professional belga, mentre nel 2017 si accasa al neonato team World Tour UAE Emirates, diretto da Giuseppe Saronni.

## Palmarès
- 2004 (dilettanti)

La Bolghera
- 2005 (Androni Giocattoli-3C Casalinghi Jet, una vittoria)

1ª tappa Giro di Slovenia (Medvode > Medvode)
- 2006 (Team 3C Casalinghi Jet-Androni Giocattoli, una vittoria)

4ª tappa Vuelta a Chihuahua (Parral> Delicias)
- 2007 (Team LPR, una vittoria)

5ª tappa Giro d'Irlanda (Athlone > Dublino)
- 2011 (Vacansoleil, una vittoria)

Tour de Vendée
- 2012 (Vacansoleil, due vittorie)

4ª tappa Étoile de Bessèges (Saint-Geniès-de-Comolas > Bagnols-sur-Cèze)
Parigi-Tours

### Altri successi
- 2009 (Vacansoleil)

Classifica giovani Giro del Lussemburgo

## Piazzamenti

### Grandi Giri
- Giro d'Italia

2013: 76º
2017: 113º
2018: 69º
2019: 99º
- Tour de France

2011: 89º
2012: 67º
2014: 80º
2017: 96º
2018: 126º
2020: 111º
- Vuelta a España

2009: ritirato (12ª tappa)
2019: ritirato (19ª tappa)

### Classiche monumento
- Milano-Sanremo

2007: 133º
2011: 15º
2012: 26º
2014: 61º
2017: 81º
2019: 73º
- Giro delle Fiandre

2008: 38º
2010: 69º
2011: 33º
2012: 29º
2015: 18º
2016: 24º
2017: 33º
2018: 49º
2019: 104º
2020: 51º
- Parigi-Roubaix

2008: 90º
2012: 20º
2015: 22º
2016: 32º
2017: 26º
2018: 18º
2019: ritirato
- Liegi-Bastogne-Liegi

2008: 132º
2009: 110º
2011: 61º
2013: 114º
2014: 71º
- Giro di Lombardia

2007: ritirato
2011: 24º
2012: 35º
2013: 50º
2014: 54º
2018: ritirato
2019: 95º

### Competizioni mondiali
- Campionati del mondo

Limburgo 2012 - Cronosquadre: 12º
Limburgo 2012 - In linea Elite: 77º